# 三天 (2024年電影)
是一部2024年上映的韓國灵异恐怖片，由短片《最终面接》（최종면접）的导演玄文燮執導，朴新陽、李民基与李蕊主演，2024年11月14日在韓國上映。

## 剧情概要
胜道在为女儿素美举办葬礼的三天时间里，想要救活死去女儿的他和想要消灭恶魔的驱魔神父海信，以及被神秘的存在蚕食的胜道女儿素美之间的生死搏斗。

## 演員陣容
- 朴新陽 饰演 車勝道，心臟專家，失去女兒的父親。
- 李民基 饰演 潘神父，在梵蒂岡訓練驅魔的神父。
- 李蕊 饰演 素美，車勝道的女兒。
- 朴敏静（朝鲜语：박민정） 饰演 智妍，车胜道的妻子、素美的母亲。[4]
- 尹鍾碩 饰演 迈克尔神父[5]
- 元美元（朝鲜语：원미원）
- 劉易俊

## 製作
2020年1月，宣佈朴新陽、李民基、李蕊出演该片，主体拍摄于该年结束，该片亦是朴信阳时隔11年重返大银幕。

### 损益平衡点
据媒体报道，该片损益平衡点约为130万观影人次。

## 發行
该片于2024年11月14日在韩国正式上映，同年12月12日上线韩国IPTV和VOD点播平台。

### 票房
《三天》在韩国上映首日获得4.59万观影人次的票房成绩，不敌早一日上映的好莱坞影片而位列单日票房榜第2名；首周末以10.28万观影人次位列周末票房榜第3名。

## 外部連結
- NAVER上《三天》的資料
- Daum上《三天》的资料
- 韩国电影数据库（KMDb）上《三天》的資料
- 互联网电影数据库（IMDb）上《三天》的资料（英文）
- 豆瓣电影上《三天》的資料 （简体中文）